# Kryštof Puchner
Kryštof Puchner OFM (před rokem 1662? – 22. února 1713/1716), též Buchner nebo též Pugner, byl františkán působící v českých zemích.  Narodil se někdy před rokem 1662, řeholní sliby složil nejpozději roku 1681, zřejmě však dříve. V letech 1684–1686 pobýval v plzeňském klášteře, kde působil jako klášterní vikář (zástupce představeného) a po roce také jako magistr noviců. Nejbližším a životně osudovým se mu však stal klášter v Zásmukách, u jehož zrodu stál. Se spolubratrem laikem Floriánem Libichem byli od května 1691 prvními dvěma františkány v Zásmukách, kde založili řeholní komunitu, jejímž byl Puchner představeným (protokvardiánem, od 30. července 1691 do léta 1693), a započali přípravu na vybudování místního kláštera.
Po řádovou disciplínou žádané přestávce se stal kvardiánem v Zásmukách opět v letech 1698–1701 a poté 1704–1706. P. Puchner se zasloužil také o prvotní rozvoj zásmucké klášterní knihovny. Snad i jeho přičiněním nařídil řádový provinciál hned při založení kláštera převést do Zásmuk několik knih z kláštera v Kadani. V roce 1701 byl jmenován členem provinčního definitoria, později byl jmenován habituálním (doživotním) definitorem.
Puchnerovo aktivní zapojení v pastýřské službě dokládá jeho tiskem vydaná příručka Fragmenta Nuptialia, id est, Exhortationes nuptiales LXXII. pro solatio et eruditione sana Meditantium Matrimonium. (Střípky svatebni, to jest 72 svatebních napomenutí pro zdravá potěšení a ponaučení manželského rozjímání). Františkáni knihu nechali vytisknout v Hampelově tiskárně (faktor Joannes Georgius Hoffaecker) v roce 1704 a autor jeden exemplář věnoval i zásmucké knihovně.
Kryštof Puchner strávil poslední léta svého života v zásmuckém konventu a také zde 22. února pravděpodobně roku 1713 umírá. Místní klášterní kronikář jej při tom oslavil slovy: „mnohé zbožné úřady chvályhodně vykonával, především se však nejvíce zasloužil o tento zásmucký konvent, jelikož byl jeho prvním představeným a vícekrát kvardiánem. Konečně oslaben stářím a dvojnásobnou mrtvičkou, zasažen smrtelnou horečkou a chráněn všemi svátostmi vstoupil do života věčné země.“